# Typhlomangelia fluctuosa
Typhlomangelia fluctuosa é uma espécie de gastrópode do gênero Typhlomangelia, pertencente a família Borsoniidae.